# Daniel Anguiano
Daniel Anguiano Mangado (Haro, 11 de diciembre de 1882-Ciudad de México, 12 de agosto de 1963) fue un político y sindicalista socialista y comunista español.

## Biografía
Nacido en la ciudad riojana de Haro el 11 de diciembre de 1882, Anguiano, que había militado previamente en el Partido Republicano Federal, ingresó en el Partido Socialista Obrero Español en 1905.

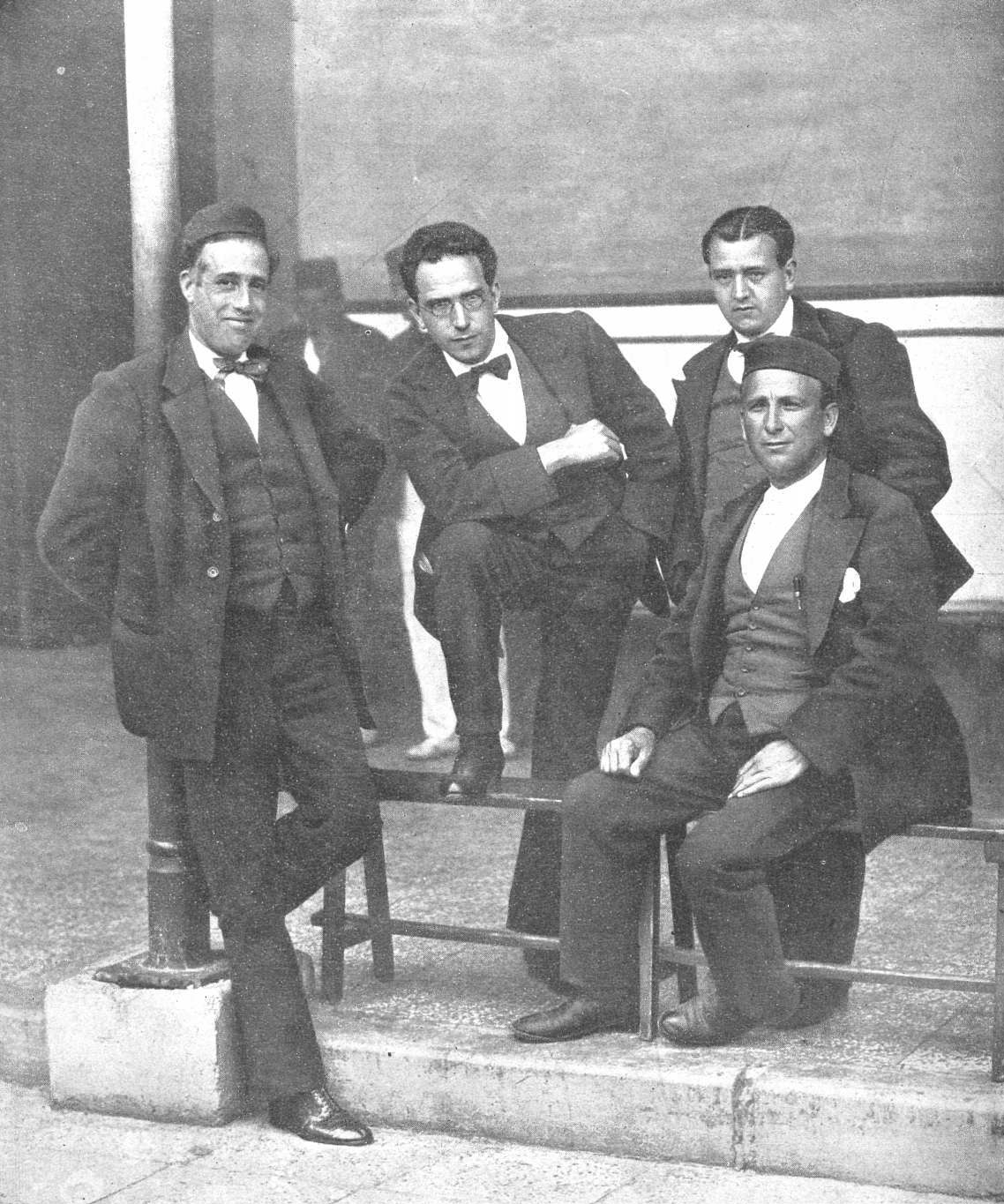
Julián Besteiro, Anguiano, Andrés Saborit y Francisco Largo Caballero en el penal de Cartagena, por Campúa (1918).

Ferroviario, ingresó pronto en la Unión General de Trabajadores, siendo activo participante en la huelga general de 1917 que finalizó con una dura represión por parte de las fuerzas de seguridad. Detenido junto con Largo Caballero, Andrés Saborit y Julián Besteiro, fue condenado a cadena perpetua y recluido en el penal de Cartagena. En ese tiempo era también vicesecretario del PSOE. Tras ser elegido diputado en 1918, fue excarcelado.
Gerald H. Meaker señala que, aunque era «admirado por su carácter», Anguiano disponía de escasas cualidades como orador.
Durante su viaje a la conferencia de la Segunda Internacional que se celebraría en Róterdam en 1920, fue sorprendido por la policía holandesa en posesión de una carta en la que se solicitaba financiación al Comintern para difundir propaganda tercerista en España, y detenido en consecuencia. Participó, junto a Fernando de los Ríos, en la comisión enviada por el Partido Socialista Obrero Español a Rusia en el mismo año 1920 para evaluar la incorporación o no a la Internacional comunista. En su informe posterior —en contraposición a De los Ríos— ofreció un informe en general positivo, salvo alguna reserva, de lo visto en la Rusia soviética.
El Congreso del PSOE de 1921 rechazó las tesis de Anguiano, lo que supuso la creación del Partido Comunista Obrero Español, al que se incorporó, el cual confluiría poco después en el Partido Comunista de España.
Después de la Guerra Civil se exilió en Francia para, después de un largo periplo por Europa y América, terminar sus días en México.
Falleció en México DF el 12 de agosto de 1963.